# Glen H. Taylor
Glen Hearst Taylor, född 12 april 1904 i Portland, Oregon, död 28 april 1984 i Millbrae, Kalifornien, var en amerikansk politiker. Han representerade delstaten Idaho i USA:s senat 1945-1951. Han var Progressiva partiets vicepresidentkandidat i presidentvalet i USA 1948.
Taylor besegrade sittande senatorn D. Worth Clark i demokraternas primärval inför senatsvalet 1944. Han vann sedan själva senatsvalet och efterträdde Clark som senator i januari 1945. Han utsågs till Henry A. Wallaces vicepresidentkandidat i presidentvalet 1948. Han fortsatte att representera demokraterna i senaten men förlorade i primärvalet 1950 mot Clark som sedan förlorade själva senatsvalet mot republikanen Herman Welker.
Taylors grav finns på begravningsplatsen Skylawn Memorial Park i San Mateo, Kalifornien.